# Claudio Marino

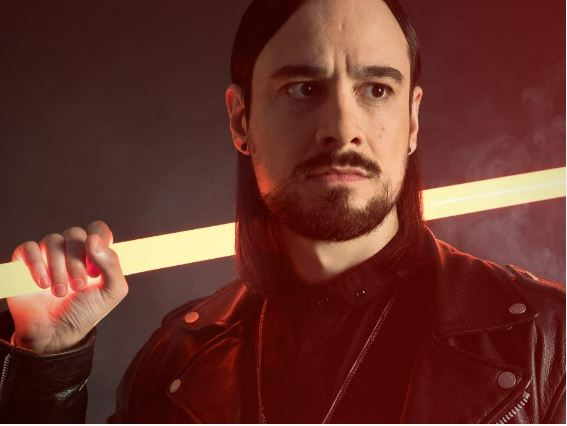
Claudio Marino 2022

Claudio Marino, född den 7 augusti 1978 i Jönköping, är en svensk filmregissör, dokumentärfilmare, formgivare och sångare som driver produktionsbolaget Artax Film. Han är framförallt uppmärksammad för dokumentären "Adam the Apostate" vilken fokuserar på Adam Darski, även känd som Nergal, sångare i det polska black metal-bandet Behemoth. Tidigare har han även regisserat och producerat dokumentärserien "Blood and spirit", vilken inkluderar dokumentären "Ink, Blood and Spirit" som följer den kontroversiella tatueringsartisten känd som Little Swastika (numera Lily Lu) och "Music, Blood and spirit" som porträtterar musikern Erik Danielsson, sångare i black metal-bandet Watain. "Ink, Blood and Spirit" blev uppmärksammad i kategorin "Dok hopp" på filmfestivalen Stock Motion. Andra kända titlar inkluderar "Cold Void", en kortdokumentär om Niklas Kvarforth i bandet Shining och "Soul in flames" (2024) om skivbolaget Cold Meat Industry.
Claudio Marino växte upp i Linköping. I slutet av 1990-talet grundade han hardcorebandet Roswell tillsammans med Simon Söderberg och senare Martin Persner. Han grundade senare även bandet Tid tillsammans med Martin Persner, Björn Lisinski, Arvid Persner och Simon Söderberg. Bandet släppte fyra album under perioden 2007-2017, varav "Giv Akt / Bortom Inom" är den senaste.

## Filmografi (dokumentärer)
- Ink, Blood and Spirit [11] (2014)
- Fight, Blood and Spirit[12] (2015)
- Music, Blood and Spirit (2016)
- Cold Void[13] (2017)
- Adam the Apostate[14] (2020)

## Filmografi (musikvideos)
- Tid - Aurora Surrealis[15]
- Ghost - He is (lyric video)[16]
- The open up and bleeds - Nothing[17]
- Satan takes a holiday - A new sensation[18]
- Entombed A.D - Torment remains[19]
- Priest - Obey[20]
- Watain - Nuclear Alchemy[21]
- King Dude - Forty fives say six, six, six[22]
- Behemoth - A forest feat. Niklas Kvarforth[23]
- Tribulation - Funeral pyre[24]

## Diskografi

### Roswell
- Apocalypse (2001)[25][26]
- The Nothing (2002)[27][28]
- Void (2004)[29][30]

### Tid (Time Is Divine)
- Bortom Inom EP (2007)[31]
- Giv Akt EP (2010)[32]
- Fix Idé (2016)[33]
- Giv Akt / Bortom Inom (2017)[10]